# 330420 Tomroman
330420 Tomroman este o planetă minoră (asteroid) din centura de asteroizi. A fost descoperită pe 11 februarie 2007 la  de David R. Skillman⁠(d). 
Obiectul prezintă o orbită caracterizată de o semiaxă mare de 2,7198439383212 UAi, o excentricitate de 0,1, o înclinație de 6,8 ° în raport cu ecliptica.